# Лисичанський м'ясокомбінат
ЗАТ «Лисичанський м'ясокомбінат» — збанкрутіле підприємство харчової промисловості в місті Лисичанську Луганської області, що з 2011 року перебуває в стані ліквідації. Асортимент продукції підприємства нараховував понад 100 найменувань ковбасних виробів і близько 50 найменувань м'ясних напівфабрикатів. Продукцію м'ясокомбінату випускали під торговою маркою «Смаки Донбасу».

## Історія
В 1946 році на базі міського кінного двору обладнали майданчик із забою худоби, який пізніше став забійним цехом Кадіївського м'ясокомбінату.
В 1952 році в пристосованих приміщеннях організували цех із випуску ковбаси. Забійний майданчик і забійний цех перейменували в ковбасну фабрику Кадіївського м'ясокомбінату. А в 1956 році фабрику перетворили на Лисичанський м'ясопереробний завод, продуктивністю три тонни ковбасних виробів за зміну.
У зв'язку з активним зростанням населення Лисичанська та довколишніх населених пунктах наявних потужностей із випуску ковбасних виробів та м'ясних напівфабрикатів стало недостатньо, виникла необхідність їх збільшення. У листопаді 1973 року збудували новий м'ясопереробний завод, який уже в березні 1974 року досяг проєктної потужності.
У наступні роки завод кілька разів нагороджували орденом Червоного Прапора та вносили до книги Пошани Виставки досягнень народного господарства СРСР[джерело?].
У 2011 році Господарський суд Луганської області визнав ЗАТ «Лисичанський м'ясокомбінат» банкрутом та відкрив процедуру ліквідації. Станом на 1 липня 2020 року податковий борг підприємства складає трохи більше 996 тис. грн.